# Geoffroyus
Geoffroyus är ett fågelsläkte i familjen östpapegojor inom ordningen papegojfåglar. Släktet omfattar vanligtvis tre arter som förekommer från Små Sundaöarna och Moluckerna till Salomonöarna:
- Rödkindad papegoja (G. geoffroyi)
- Halsbandspapegoja (G. simplex)
- Sångpapegoja (G. heteroclitus)
  - "Rennellpapegoja" (G. [h.] hyacinthinus) – urskiljs som egen art av Birdlife International